# Max Landa
Pour les articles homonymes, voir Landa.
Max Landa ou Max Landau (né le 24 avril 1873 à Minsk, Empire russe, aujourd'hui en République de Biélorussie; mort le 9 novembre 1933  Bled, Royaume de Yougoslavie, aujourd'hui en Slovénie) était un acteur autrichien.

## Biographie
Il interprète le détective Joe Deebs (en) dans plusieurs films allemands des années 1910.

## Filmographie
- 1911 : Das Medium
- 1913 : Die Suffragette
- 1914 : Engelein
- 1914 : Der Mann im Keller
- 1914 : Die ewige Nacht
- 1915 : Aschenbrödel
- 1915 : Das Gesetz der Mine
- 1915 : Sein schwierigster Fall
- 1915 : Violette Rosen
- 1915 : Der Geheimsekretär
- 1916 : Die Gespensteruhr
- 1916 : Engeleins Hochzeit
- 1917 : Das Klima am Vaucourt
- 1917 : Der Onyxknopf
- 1917 : Krähen fliegen um den Turm
- 1918 : Europa postlagernd
- 1919 : Die Japanerin
- 1919 : Die Apachen
- 1919 : Das Grand Hotel Babylon
- 1921 : Die Geliebte Roswolskys
- 1925 : Der Flug um den Erdball
- 1928 : Der Henker

## Photos

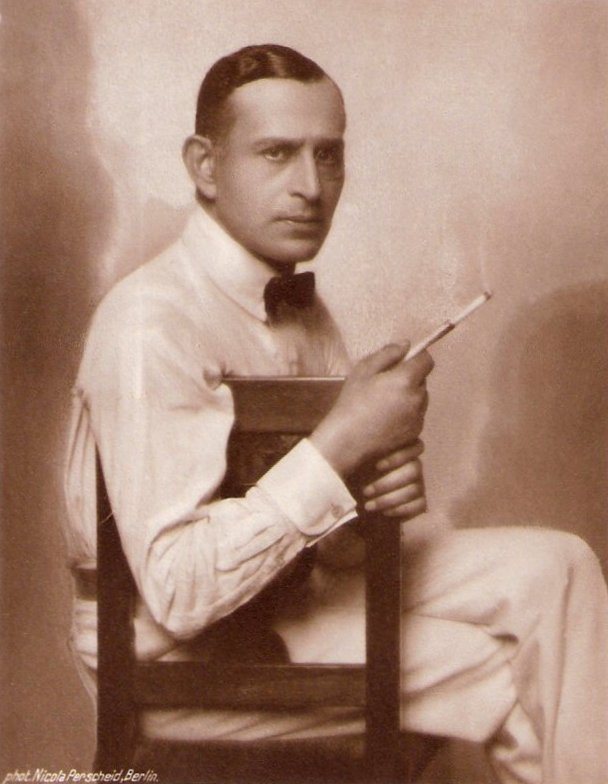
Photographie de Nicola Perscheid
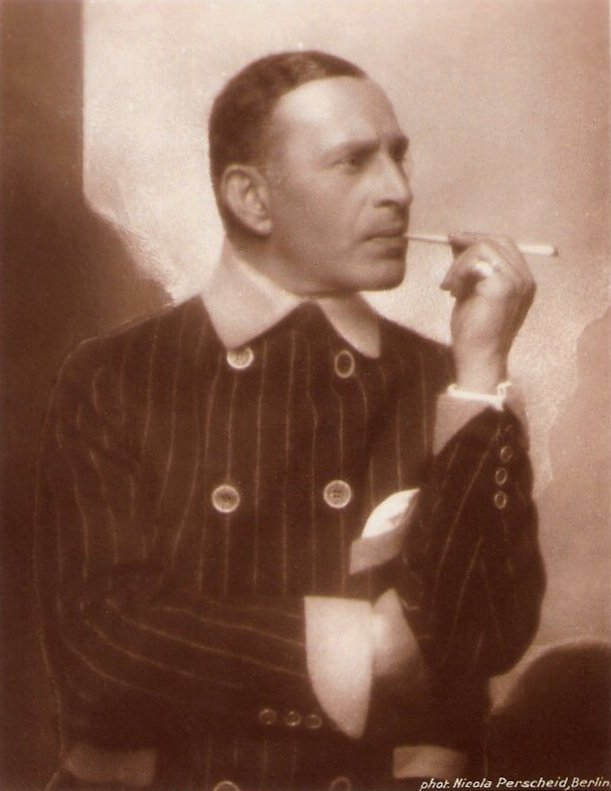
Photographie de Nicola Perscheid
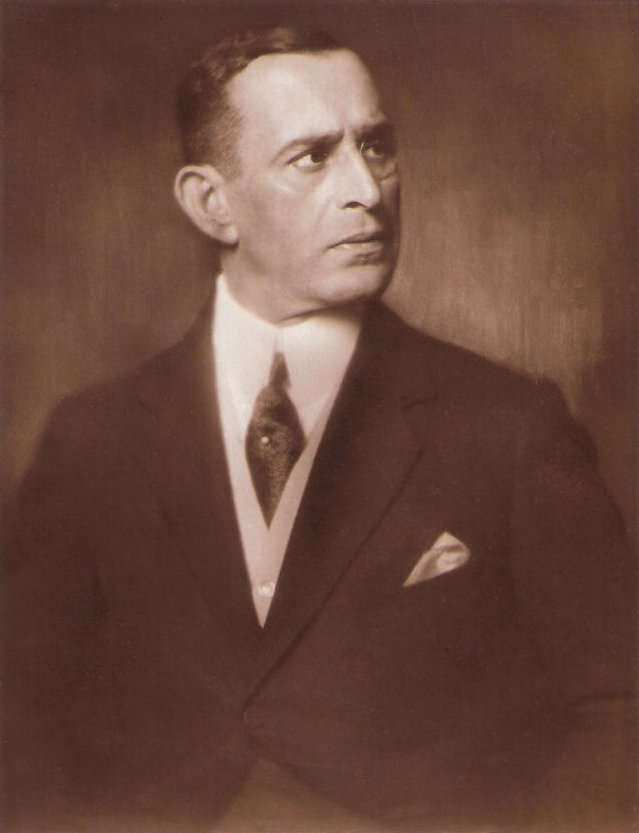
Photographie de Karl Schenker

## Source de la traduction
- (de) Cet article est partiellement ou en totalité issu de l’article de Wikipédia en allemand intitulé « Max Landa » (voir la liste des auteurs).